# Nikolaus Werz
Nikolaus Werz (* 15. Juli 1952 in Bonn) ist ein deutscher Politikwissenschaftler.

## Leben
Nikolaus Werz ist Sohn des ehemaligen deutschen Botschafters in Argentinien, Luitpold Werz. Er erwarb die Allgemeine Hochschulreife 1971 in Buenos Aires. Danach studierte er Germanistik, Geschichte und Politische Wissenschaft an der Albert-Ludwigs-Universität Freiburg und legte 1977 das Staatsexamen ab. 
Ab 1978 war Werz am Arnold-Bergstraesser-Institut tätig. Ein Forschungsaufenthalt führte ihn an das Institut für Entwicklungsstudien in Venezuela. 1983 wurde er mit einem Doktorandenstipendium der Studienstiftung des deutschen Volkes zum Dr. phil. (Dissertation: Parteien, Staat und Entwicklung in Venezuela) promoviert. Von 1981 bis 1991 arbeitete er an Drittmittelprojekten der Fritz Thyssen Stiftung. 1991 habilitierte er sich mit der Arbeit Das neuere politische und sozialwissenschaftliche Denken in Lateinamerika. Im Anschluss war er Lehrstuhlvertreter in Freiburg im Breisgau. Seit 1994 war er Lehrstuhlinhaber für Vergleichende Regierungslehre an der Universität Rostock.
Werz ist Mitglied mehrerer Vereinigungen, so war er u. a. von 1992 bis 1996 Mitglied des Auswahlausschusses des Katholischen Akademischen Ausländer-Dienstes (KAAD). 2004 wurde er in den Vorstand der Loki Schmidt Stiftung berufen. Von 2005 bis 2007 war er Vorsitzender der Deutschen Gesellschaft für Politikwissenschaft (DGfP).

## Auszeichnungen
- 2006: Bene Merenti Medaille des Katholischen Akademischen Ausländer-Dienstes

## Schriften (Auswahl)

### Monografien
- Parteien, Staat und Entwicklung in Venezuela (= Materialien zu Entwicklung und Politik. Band 26). Weltforum-Verlag, München u. a. 1983, ISBN 3-8039-0266-5.
- Lateinamerika. Eine Einführung (= Studienkurs Politikwissenschaft). Nomos, Baden-Baden 2005, ISBN 3-8329-1068-9. (3. Auflage, UTB, Stuttgart 2013, ISBN 978-3-8385-4033-7)
- Argentinien (= Analyse politischer Systeme. Band 3). Wochenschau-Verlag, Schwabach 2012, ISBN 978-3-89974-813-0.
- Mit Norbert von Hofmann, Hendrik Bussiek: Demokratieförderung unter schwierigen Bedingungen. Die Tätigkeit der Friedrich-Ebert-Stiftung in Venezuela, Vietnam und Simbabwe (= Reihe Geschichte der internationalen Arbeit der Friedrich-Ebert-Stiftung. Band 12). Mit einem Vorwort von Ernst. J. Kerbusch, Dietz, Bonn 2014, ISBN 978-3-8012-0448-8.
- mit Susanne Gratius: Spanien (= Analyse politischer Systeme. Band 6). Wochenschau Verlag, Schwalbach 2017, ISBN 978-3-7344-0468-9.
- Lateinamerika. Geschichte und Gegenwart. Kohlhammer, Stuttgart 2020, ISBN 978-3-17-031334-7.

### Herausgeberschaften
- Mit Jochen Schmidt: Mecklenburg-Vorpommern im Wandel. Bilanz und Ausblick. Olzog, München 1998, ISBN 3-7892-9363-6.
- Mit Hans Jörg Hennecke: Parteien und Politik in Mecklenburg-Vorpommern. Olzog, München 2000, ISBN 3-7892-8047-X.
- Populismus. Populisten in Übersee und Europa (= Analysen. Band 79). Leske + Budrich, Opladen 2003, ISBN 3-8100-3727-3.
- Mit Reinhard Nuthmann: Abwanderung und Migration in Mecklenburg und Vorpommern. VS Verlag für Sozialwissenschaften, Wiesbaden 2004, ISBN 3-531-14287-9.
- Demografischer Wandel (= Veröffentlichungen der Deutschen Gesellschaft für Politikwissenschaft. Band 25). Nomos, Baden-Baden 2008, ISBN 978-3-8329-3211-4.
- Sicherheit (= Veröffentlichungen der Deutschen Gesellschaft für Politikwissenschaft. Band 26). Nomos, Baden-Baden 2009, ISBN 978-3-8329-4303-5.
- Populisten, Revolutionäre, Staatsmänner. Politiker in Lateinamerika (= Bibliotheca Ibero-Americana. Band 129). Vervuert, Frankfurt am Main 2010, ISBN 978-3-86527-513-4.
- Mit Irene Gerlach, Eckhard Jesse, Marianne Kneuer: Politikwissenschaft in Deutschland (= Veröffentlichungen der Deutschen Gesellschaft für Politikwissenschaft. Band 27). Nomos, Baden-Baden 2010, ISBN 978-3-8329-6229-6.
- Mit Andreas Boeckh, Friedrich Welsch: Venezuela heute. Politik, Wirtschaft, Kultur. Vervuert, Frankfurt am Main 2011, ISBN 978-3-86527-489-2.
- Mit Günther Maihold, Hartmut Sangmeister: Lateinamerika. Handbuch für Wissenschaft und Studium. Nomos, Baden-Baden 2019, ISBN 3-8487-5247-6